# Тсвана
Тсва́на (мотсвана, одн., батсвана, множ.; також чуа́на, чва́на, бечуа́ни) — народ групи банту у Південній Африці, основне населення Ботсвани (колишній Бечуаналенд).

## Територія проживання і чисельність
Тсвана живуть у Ботсвані у верхів'ї річки Лімпопо — близько 1,3 млн осіб; також у ПАР — 3,66 млн осіб (дані перепису 2001 року), Зімбабве — 30 тисяч осіб та Намібії — 13 тисяч осіб.
Загальна чисельність тсвана — близько 5 млн осіб.

## Етнічна спорідненість, субетноси, мова і релігія
Тсвана дуже близькі суто (басуто), навіть інколи називаються західними суто або сприймаються як одне ціле — народи суто-чвана. Обидва народи ведуть своє походження, згідно з легендою, від спільного предка Могале. З суто в тсвана спільні соціальна та економічна організації, тотожні політичні структури, однакові релігійні вірування.
Тсвана розділяються на 11 субгруп: тхлапінг, ролонг, квена, кгатла, тавана, хурутше, гвакетце, нгвато, тлоква, малете та кгалагаді, які кожна мають свій діалект. Останні (кгалагаді) є найбільшою та могутнішою групою, через що іноді класифікуються як окремий народ. Попри те, що офіційна мова Ботсвани — англійська (вважається, що нею володіють 40 % населення країни), найпоширенішою є сетсвана, мова тсвана групи квена. Проте Біблію перекладено діалектом ролонг.
Частина тсвана — християни (близько 18 %), більшість зберігають традиційні вірування.

## Історія
Племена, що пізніше стали народом тсвана, прийшли в Південну Африку з пізнішою хвилею банту в XVI—XVII століттях, відтіснивши бушменів. Формування тсвана триває в XIX—ХХ століттях за умов тиску з боку англійців та бурів, які в 60—80 роки XIX століття захопили землі тсвана. В результаті визвольної боротьби у 1966 році було проголошено незалежність Бечуаналенду і створення незалежної держави — Ботсвани.
Головні сучасні міста народу тсвана — Габороне та Лобаце (Ботсвана).

## Традиційні заняття і суспільство
Основні традиційні заняття — скотарство (велика і дрібна рогата худоба) і ручне землеробство.
Розвинуті ремесла й мистецтво (килимарство з вичинених шкур). Зростає відхідництво.
У тсвана зберігається поділ на племена, общинна власність на землю, спільне використання угідь, сільська громада тощо.

## Матеріальна і духовна культура

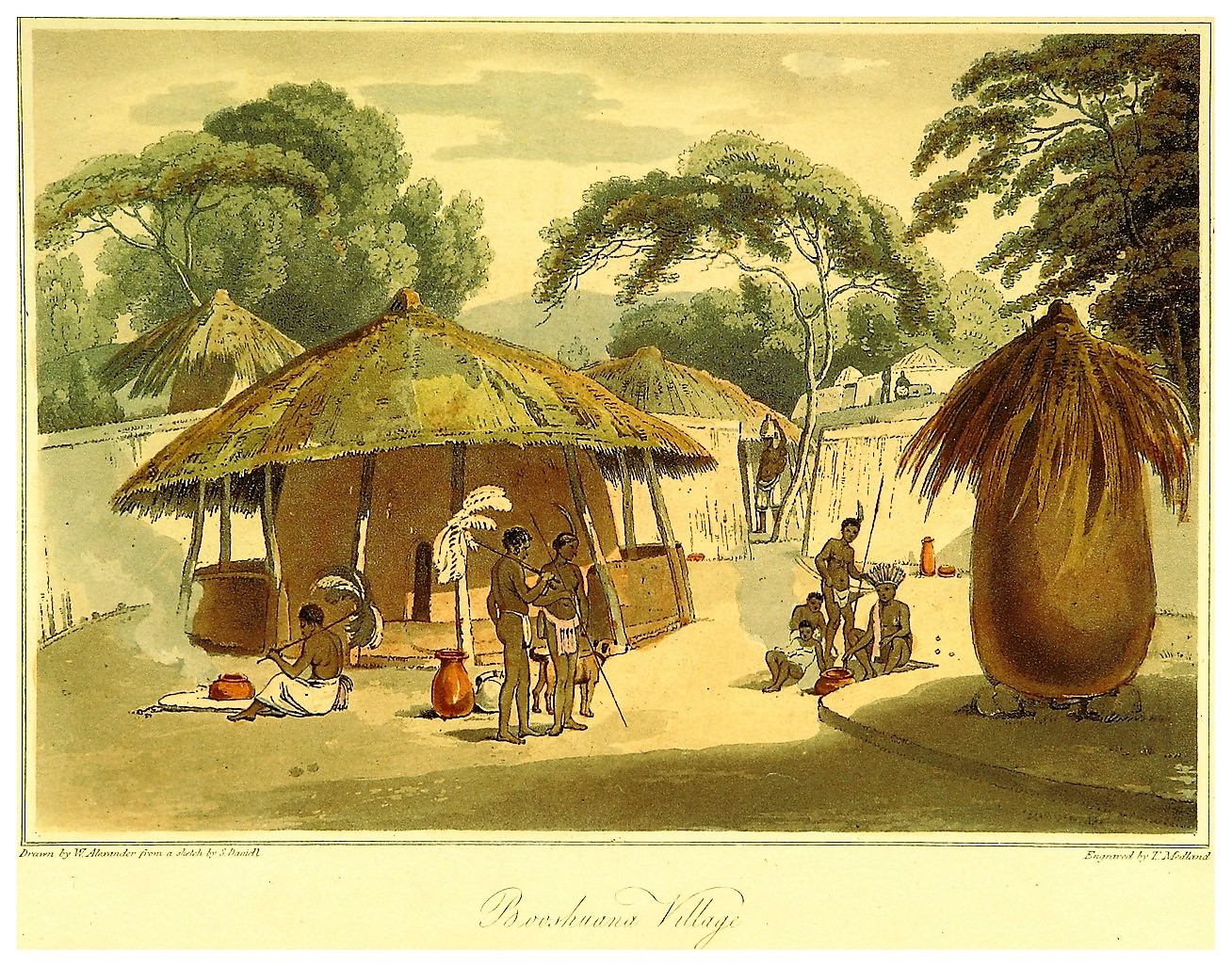
Селище тсвана, мал. С. Деніелла, 1801

Збереглось багато рис традиційного побуту твана.
Житло — кругла в плані глинобитна хатина на легкому дерев'яному каркасі з трав'яною конічною стріхою.
Традиційний одяг — каросс(а) (плащ, накидка), пов'язка навколо стегон і фартух, на сьогодні поступився сучасному європейському одягу з дешевого і надійного бавовнику.
Основу раціону тсвана складала молочно-м'ясна дієта.
Традиційні вірування — культ предків, тотемізм та анімізм. Зберігається багатий фольклор — як усний, пісенний, так і танцювальний.